# Джейн Линч
Джейн Линч (на английски: Jane Lynch) е американска актриса. Най-прочута е с ролята си на Сю Силвестър в сериала „Клуб Веселие“.